# Saint-Pierre-du-Perray
Saint-Pierre-du-Perray là một xã ở tỉnh Essonne thuộc vùng Île-de-France miền bắc nước Pháp.
Theo điều tra dân số năm 1999, dân số xã này là 5.801 người. Ước tính dân số năm 2006 là 7.733.
Danh xưng cư dân địa phương Saint-Pierre-du-Perray trong tiếng Pháp là Saint-Perreyens.